# Horaga camiguina
Horaga camiguina är en fjärilsart som beskrevs av Semper 1890. Horaga camiguina ingår i släktet Horaga och familjen juvelvingar. Inga underarter finns listade i Catalogue of Life.